# Amblyosyllis immatura
Amblyosyllis immatura är en ringmaskart som beskrevs av Langerhans 1879. Amblyosyllis immatura ingår i släktet Amblyosyllis och familjen Syllidae. Inga underarter finns listade i Catalogue of Life.